# Communistische Partij van Indonesië
De Partai Komunis Indonesia (PKI) of Communistische Partij van Indonesië was de communistische politieke partij in Indonesië. De PKI werd opgericht in 1914 op initiatief van Henk Sneevliet onder de naam Indische Sociaal-Democratische Vereeniging (ISDV; indertijd werd de naam sociaaldemocratisch ook door communistische partijen gevoerd). De partij was van 1927 tot 1945 verboden, maar later was het communisme een van de drie pijlers van Soekarno's staatsideologie Nasakom (dat staat voor nationalisme, religie en communisme).
In oktober 1965 werd de partij door de nieuwe president generaal Soeharto verpletterd, na wat een poging tot machtsovername door de PKI leek. Er bestaat veel speculatie of een dergelijke coup al dan niet op komst was; volgens sommigen werd de PKI door Soeharto als zondebok gebruikt; zie Kudeta.
Bij de Indonesische massamoord van 1965-66 vermoordden duizenden soldaten en lokale milities (al dan niet vermeende) leden van de PKI.
De partij is sinds 1966 weer officieel verboden. Dit gebeurde op 12 maart 1966, een dag nadat Soeharto door middel van de Supersemar daar de autoriteit voor had verkregen.

## Verkiezingsresultaten
| Jaar                | Stemmen   | Percentage | Zetels   |
| ------------------- | --------- | ---------- | -------- |
| 1955 (DPR)          | 6.179.914 | 16,36%     | 39 / 257 |
| 1955 (Konstituante) | 6.232.512 | 16,47%     | 80 / 514 |

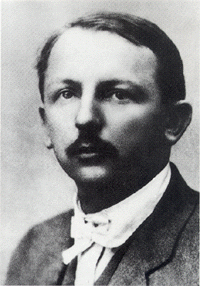
Henk Sneevliet